# Padilla mitohy
Padilla mitohy är en spindelart som beskrevs av Daniela Andriamalala 2007. Padilla mitohy ingår i släktet Padilla och familjen hoppspindlar. Inga underarter finns listade i Catalogue of Life.